# Tottenham Court Road (métro de Londres)
Pour l'avenue, voir Tottenham Court Road.
Tottenham Court Road est une station de la Central line et de la Northern line du métro de Londres, en zone 1. Elle est située sur l'Oxford Street, à St Giles (en), dans le borough londonien de Camden.

## Situation sur le réseau
C'est est une station  du métro de Londres. Elle sert de connexion entre la Central line et la branche Charing Cross de la Northern line.

## Services aux voyageurs

### Accès et accueil
La station sur la Central line se trouve entre Oxford Circus et Holborn. Pour la Northern line, elle se situe entre Leicester Square et Goodge Street. La bouche de métro est située sur St Giles' Circus, le croisement de Tottenham Court Road, d'Oxford Street, de New Oxford Street et de Charing Cross Road.

### Desserte

Installations et desserte
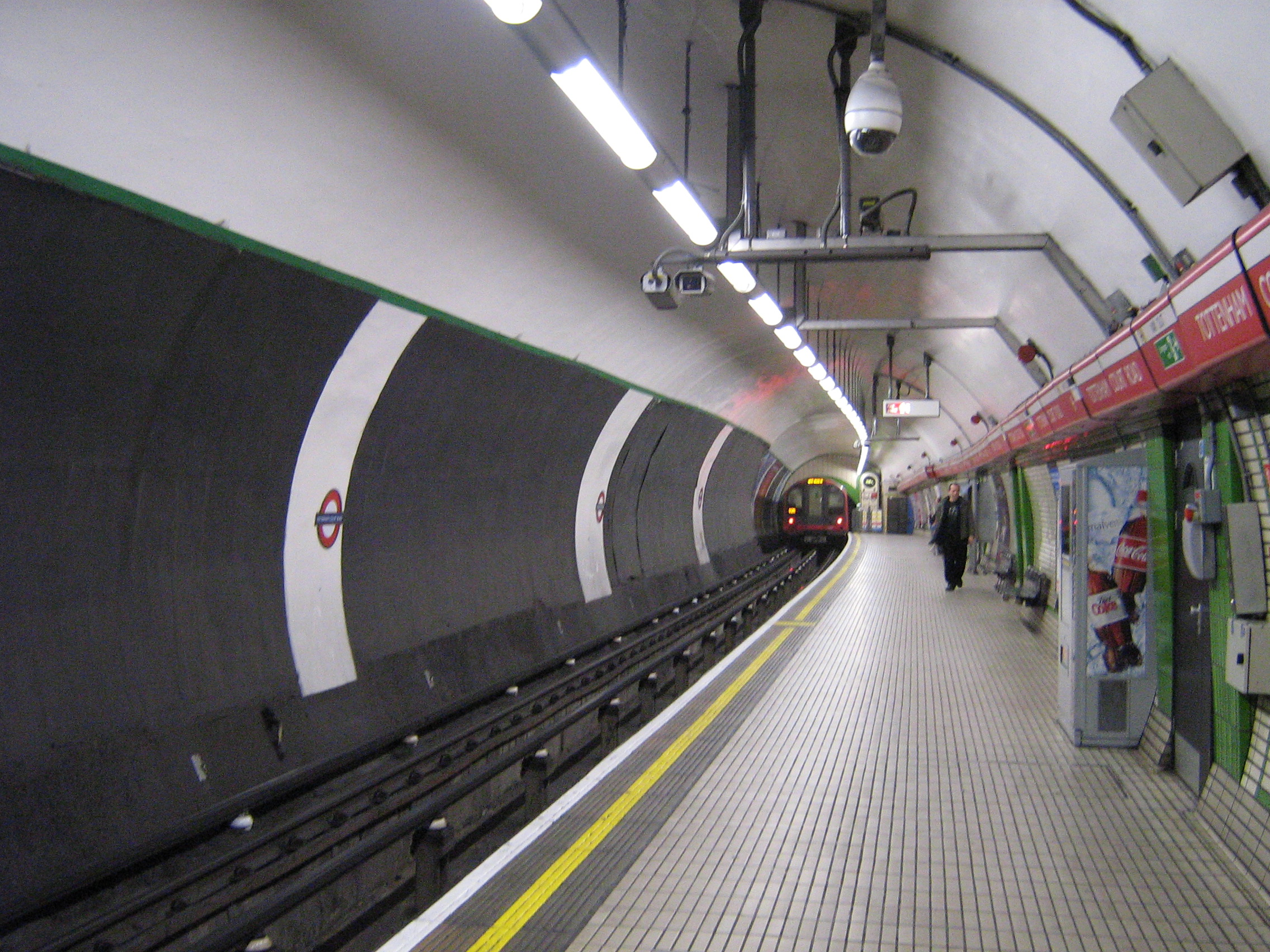
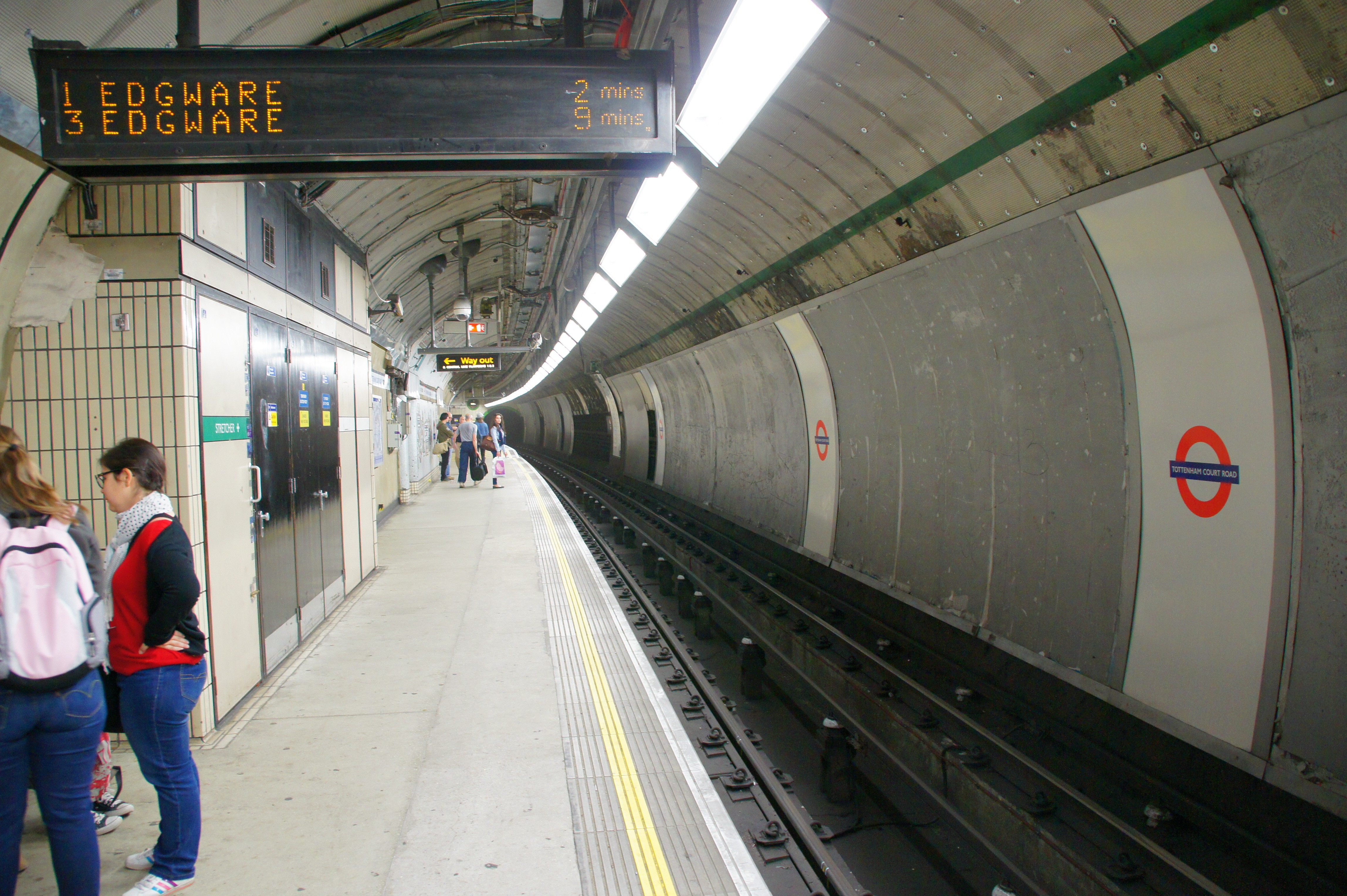
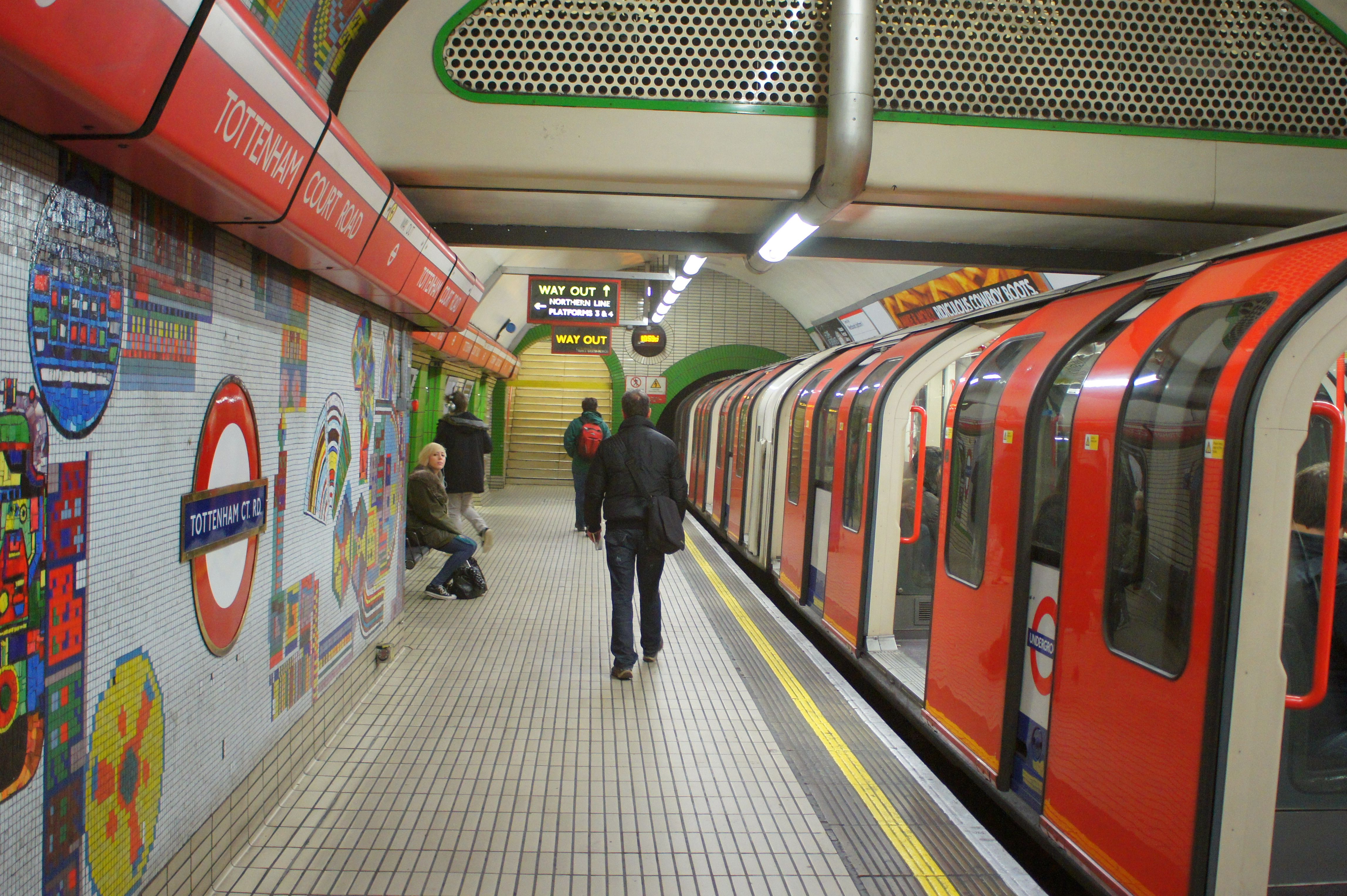

## Projets
Dans l'avenir, la station devrait accueillir les trains du Crossrail, dont le tunnel devrait être creusé dans un futur proche.

## À proximité
- Centre Point